# Championnats d'Europe de beach-volley 2006
Navigation
Édition précédente Édition suivante
Les championnats d'Europe de beach-volley 2006, quatorzième édition des championnats d'Europe de beach-volley, ont eu lieu du 25 au 28 août 2006 à La Haye, aux Pays-Bas. Ils ont été remportés par les Allemands Julius Brink et Christoph Dieckmann chez les hommes et par les Russes Alexandra Shiryaeva et Natalya Uryadova chez les femmes.